# 維多利亞鄉 (布勒伊拉縣)
44°49′N 27°37′E / 44.817°N 27.617°E
維多利亞鄉（羅馬尼亞語：Comuna Victoria, Brăila），是羅馬尼亞的鄉份，位於該國東南部，由布勒伊拉縣負責管轄，面積73平方公里，海拔高度18米，2007年人口3,965，人口密度每平方公里55人。